# Hamernia (Lublin)
Hamernia (prononciation : [xaˈmɛrɲa]) est un village polonais de la gmina de Józefów dans le powiat de Biłgoraj de la voïvodie de Lublin dans l'est de la Pologne.
Il se situe à environ 6 kilomètres à l'est de Józefów (siège de la gmina), 29 kilomètres à l'est de Biłgoraj (siège du powiat) et 95 kilomètres au sud-est de Lublin (capitale de la voïvodie).
Le village comptait approximativement une population de 377 habitants en 2008.

## Histoire
De 1975 à 1998, le village est attaché administrativement à la voïvodie de Zamość.

Depuis 1999, il fait partie de la voïvodie de Lublin.